# Нестягина, Валентина Михайловна
Валентина Михайловна Нестягина (Павловская; 4 ноября 1927, Саратов — 18 декабря 1997, Екатеринбург) — советская оперная певица (лирико-драматическое сопрано), народная артистка РСФСР (1962).

## Биография
Родилась 4 ноября 1927 года в Саратове.
В 1952 года окончила Уральскую консерваторию (класс З. В. Щёлоковой). В том же году дебютировала в Свердловском театре оперы и балета.
Была ведущей солисткой театра. Обладала яркими вокальными данными, отличной дикцией и сценическим мастерством.
Умерла 18 декабря 1997 года, похоронена на Широкореченском кладбище в Екатеринбурге.

## Награды и премии
- Заслуженная артистка РСФСР (6.12.1958).
- Народная артистка РСФСР (30.11.1962).

## Роли в театре
- «Тоска» Дж. Пуччини — Флория Тоска
- «Чио-Чио-Сан» Дж. Пуччини — Мадам Баттерфляй
- «Фауст» Ш. Гуно — Маргарита
- «Русалка» А. Даргомыжского — Наташа
- «Евгений Онегин» П. И. Чайковского — Татьяна
- «Заза» Р. Леонкавалло, режиссёр Н. К. Даутов — Заза
- «Опричник» П. И. Чайковского — Наталья
- «Дубровский» Э. Направника — Маша
- «Симон Бокканегра» Дж. Верди — Амелия
- «Джоконда» А. Понкьелли — Джоконда
- «Аида» Дж. Верди — Аида
- «Сельская честь» П. Масканьи — Сантуцца
- «Охоня» Г. Белоглазова — Охоня
- «Таня» Г. Крейтнера — Таня
- «В бурю» Т. Хренникова — Наталья
- «Тропою грома» М. Я. Магиденко — Сари
- «Половодье» К. Кацман — Анфиса
- «Бравый солдат Швейк» А. Спадавеккиа — Пани Паливец